# Montañas Umalila
Las montañas Umalila son una cadena montañosa en el sur de Tanzania, en la frontera con Malaui. Las montañas de Umalila son parte de las Tierras Altas del Sur de Tanzania.
Las montañas llevan el nombre del pueblo Malila.

## Geografía
Las montañas Umalila se sitúan al noroeste del lago Malaui y tienen una orientación aproximada noroeste-sureste. Forman parte del borde occidental del Rift de África Oriental. La llanura de Kyela se encuentra al este y al noreste de las montañas en el valle del Rift. Las montañas volcánicas Poroto y el monte Rungwe se encuentran al noreste al otro lado del río Kiwira. La ciudad de Mbeya se encuentra al norte y las mesetas al oeste.
El río Songwe drena las vertientes occidental y meridional de las montañas y separa los montes Umalila de las colinas Misuku, en la vecina Malaui. El río Kiwira drena las laderas orientales. Ambos ríos desembocan en el lago Malaui.

## Clima
Las montañas tienen un clima tropical montano. Llueve sobre todo durante la estación húmeda, de noviembre a abril, aunque en las zonas más elevadas se producen nieblas y lluvias ligeras durante la estación seca, de mayo a agosto. Las tierras altas son más frescas que las tierras bajas circundantes, con temperaturas anuales de entre 13 °C y 19 °C. Las montañas Umalila son más secas que el monte Rungwe y las montañas Poroto al noreste.

## Ecología
La vegetación natural en las elevaciones más bajas es el bosque de miombo, que se extiende hasta los 610 m. Las elevaciones más altas albergan pastizales montanos y zonas de bosque siempreverde montano, parte de la ecorregión de mosaico de pastizales y bosques montanos del sur del Rift. Las montañas están extensamente cultivadas y quedan pocos bosques naturales.

## Áreas protegidas
Las reservas forestales incluyen la Reserva Forestal de la Cuenca Umalila (CFR) (3796 ha), Mpara CFR (1048 ha), la Reserva Forestal de la Autoridad Local de Kyosa (LA-FR) (957 ha), Msimwa LA-FR (727 ha) e Iyondo LA -FR (973 ha).